# Живая изгородь
Жива́я и́згородь — изгородь из живых растений, преимущественно с плотной, декоративной кроной, заменяющие собою забор или вообще ограду, той или иной территории.
Кусты или деревья образуют частые посадки в один или несколько рядов. Плотная завеса из крон или ветвей составляет живую изгородь. При формировании кустарников, реже — крон деревьев, заграждение из растений осуществляет маскировочную, декоративную и ограждающую функции. Иногда посадки произрастают в свободной форме. Живые изгороди также разграничивают площадь участка, травянистые растения образуют бордюры. Функцию изгороди могут нести вьющиеся растения, например, лианы или виноградная лоза. Кроме ограждения или разграничения территории, высокая живая изгородь способна существенно снизить уровень шума, создаваемого автомобильным транспортом. Высокой способностью поглощать энергию шума обладают деревья, особенно лиственные породы. Изгородь из деревьев, высаженных в 2 ряда в 50 м от здания, может снизить уровень шума на 20 дБ.

## Классификация
Живые изгороди широко используются в ландшафтном дизайне. В зависимости от используемых растений их подразделяют на:
- листопадные;
- вечнозеленые;
- цветущие;
- вьющиеся.

По устройству и составу растений различают следующие виды живых изгородей:
- однопородные, из одного вида растений;
- комбинированные — многоярусные и сложные посадки;
- шпалерные — особый вариант живых изгородей, где растущие рядом деревья переплетаются ветвями.

Классификация живых изгородей по высоте предполагает использование растительности определённого вида:
- низкие посадки — до 1 м (ива пурпурная, лапчатка кустарниковая и лапчатка даурская, смородина альпийская и смородина золотистая, айва японская, барбарис обыкновенный и барбарис Тунберга, облепиха, роза сизая, шиповник и др.);
- средние — от 1 до 1,5 м (акация желтая, бересклет европейский, бирючина обыкновенная, жимолость обыкновенная, жимолость синяя и жимолость татарская, кизильник обыкновенный, пузыреплодник калинолистный, сирень венгерская, сирень обыкновенная, можжевельник виргинский, пихта сибирская и др.);
- высокие — более 1,5 м (дуб черешчатый, липа мелколистная, яблоня ягодная, ель, пихта, туя, ирга круглолистная, клён, алыча, боярышник сибирский, крушина, можжевельник и др.).

В зависимости от техники посадки и сложности ухода за растениями, различают два типа живой изгороди:
1. Формированная: создается путём систематической обрезки растений и придания кронам строгих геометрических форм.
2. Свободно растущая: однорядные и многорядные посадки декоративных, плодово-ягодных кустарников или невысоких деревьев, формирующих кроны без вмешательства человека[5].

- Пестролистная живая изгородь.
- Кустарники и деревья.
- Формирование живой изгороди.
- Живая изгородь как ограждение.

## Функции живой изгороди
Зеленые насаждения используют в ландшафтном дизайне не только ради декоративного эффекта. Они совершенствуют эстетический облик ландшафтов, увеличивают их экологическую устойчивость; дают возможность отдыха; повышают экологическое равновесие в засушливых районах. Оптимальный подбор зелёных насаждений расширяет биологические компоненты окружающей среды и её биоразнообразие. Живые изгороди используют для достижения рекреационных целей при обустройстве зеленых зон в парках, лесопарках, при строительстве спортивно-озеленительных, учебных и туристических троп и т. д. В городских условиях она защищает жилые дома от пыли и существенно снижает шум, создаваемый автотранспортом (санитарно-гигиеническая функция).
Также живая изгородь:
- Служит для снегозадержания, замедляя таяние весной, влага сохраняется в почве.
- Летом сдерживает горячие высушивающие почву ветра, удерживая таким образом влагу.
- Живые изгороди привлекают птиц.
- Густая зелёная ограда является надёжным препятствием для животных и посторонних[7].
- В частном секторе разграничивает территорию, служит защитой от посторонних взглядов.
- Наряду с другими ограждениями, изгородь из крупных деревьев может служить хорошей защитой от ветра, особенно на открытой местности и на крайних застроенных участках[8].
- Служит украшением ландшафта (пестролистные и декоративно-цветущие растения, разнообразные формы).
- Увеличивает экологическую составляющую территорий (растения становятся участниками биоценоза, осуществляя почвообразование, участвуют в пищеварительных цепях, становятся домом для представителей фауны, насекомых и беспозвоночных).
- Выполняет оздоровительную функцию (поглощают углекислый газ, выделяя кислород; некоторые растения распространяют эфирные масла и фитонциды, улучшая здоровье).
- Укрепляет берега, овраги, дюны и песчаные осыпи[9].
- Фильтрует и очищает воздух.
- Защищает людей в городах от шума, создаваемого транспортом[10].

## История
Формирование и развитие искусства создания живых изгородей неотделимо от истории архитектуры и садово-паркового искусства. В античной Греции, Египте, Индии, практически во всех странах Древнего Востока и позднее — в Западной Европе существовали обширные парки, где широко использовались различные растения, в том числе — в виде живых изгородей. В Англии фруктовые сады, сельскохозяйственные культуры и огороды традиционно отделяли от пастбищ, высаживая преимущественно боярышник для формирования живой изгороди.
В России живую изгородь из разнообразных растений не раз создавал главный садовник Петровской (ныне Тимирязевской) сельскохозяйственной академии Рихард Шредер. Главным трудом выдающегося практика и учёного стала книга «Живые изгороди и лесные опушки», вышедшая в 1892 году.
Использование и формирование живых изгородей со строгим рисунком и геометрическими линиями демонстрирует Летний сад.

## Экология

### Изгородь и разнообразия животных
Изгородь играет большую роль для животных. Они там живут, прячутся, охотятся.

### Изгородь и птицы
Курообразные птицы используют изгороди для того, чтобы делать гнёзда.